# Amaryllis (album)
Pour les articles homonymes, voir Amaryllis (homonymie).
Albums de Shinedown
The Sound of Madness
(2008) Threat to Survival
(2015)
Singles
1. Bully
Sortie : 3 janvier 2012
2. Unity
Sortie : 15 mai 2012

Amaryllis est le quatrième album musical du groupe Shinedown sortie le 23 mars 2012.

## Liste des chansons
| No  | Titre                    | Durée |
| --- | ------------------------ | ----- |
| 1.  | Adrenaline               | 3:34  |
| 2.  | Bully                    | 4:01  |
| 3.  | Amaryllis                | 4:20  |
| 4.  | Unity                    | 4:11  |
| 5.  | Enemies                  | 3:36  |
| 6.  | I'm Not Alright          | 4:34  |
| 7.  | Nowhere Kids             | 4:05  |
| 8.  | Miracle                  | 3:39  |
| 9.  | I'll Follow You          | 3:50  |
| 10. | For My Sake              | 3:39  |
| 11. | My Name (Wearing Me Out) | 4:02  |
| 12. | Through the Ghost        | 6:10  |

## Certifications
| Pays              | Certification |
| ----------------- | ------------- |
| États-Unis (RIAA) | Or            |